# Kamienka (Humenné)
Kamienka (em húngaro: Kiskemence) é um município da Eslováquia, situado no distrito de Humenné, na região de Prešov. Tem 5,4 km² de área e sua população em 2018 foi estimada em 517 habitantes.

## Demografia
| Ano:        | 1994 | 2004    | 2014   | 2024   |
| ----------- | ---- | ------- | ------ | ------ |
| Broj ljudi: | 512  | 566     | 529    | 533    |
| Razlika:    |      | +10,54% | -6,53% | +0,75% |

| Ano:               | 2023 | 2024   |
| ------------------ | ---- | ------ |
| Número de pessoas: | 537  | 533    |
| Diferença:         |      | -0,74% |